# Bruville
Bruville – miejscowość i gmina we Francji, w regionie Grand Est, w departamencie Meurthe i Mozela.
Według danych na rok 1990 gminę zamieszkiwało 166 osób, a gęstość zaludnienia wynosiła 15 osób/km² (wśród 2335 gmin Lotaryngii Bruville plasuje się na 879. miejscu pod względem liczby ludności, natomiast pod względem powierzchni na miejscu 530.).